# Мелкумов, Сергей Фарсаданович
Серге́й Фарсаданович Мелку́мов (1944, СССР — 21 февраля 1994, Низами, Масисский район) — советский футболист, мастер спорта СССР (1966).

## Карьера
Первой командой мастеров Сергея Мелкумова стал «Спартак» (Баку) в 1961 году. В 1961—1963 выступал за «Нефтяник» Баку. С 1963 играл в клубе первой группы «А» «Пахтакор» Ташкент, с которым в первый же год покинул высший эшелон страны. Однако через год узбекский клуб снова вернулся обратно, заняв третье место во второй группе «А», а Мелкумов в первенстве провёл 10 матчей, забив один гол. В 1966 вернулся в «Нефтяник», с которым стал бронзовым призёром СССР. Далее выступал в ереванском «Арарате», после которого вернулся в «Пахтакор», составляя вместе с Берадором Абдураимовым и Геннадием Красницким атакующее трио. В 1971 перешёл в «Янгиер», а после первого круга, как и многие воспитанники азербайджанского футбола, отправился в махачкалинское «Динамо». В 1972 играл в «Карабахе», который вернулся в республиканское первенство, так как чемпионат СССР 1971 года по классу «Б» не проводился, и лишь следующий год возобновились соревнования в классе «Б», получившем название второй лиги чемпионата СССР. В 1973 завершил карьеру в «Динамо» из Махачкалы.
Выступал за юношеские и молодёжные сборные СССР, в 1965 году привлекался в олимпийскую сборную СССР.

## Достижения
- Бронзовый призёр чемпионата СССР: 1966
- Третье место во второй группе «А»: 1964 (Выход в высший дивизион)

## Личная жизнь
Родители Мелкумова были выходцами из деревни Красный Базар Мартунинского района Нагорно-Карабахской автономной области. После окончания футбольной карьеры он жил в Азербайджане. В последние дни жил в нищете, скончался 21 февраля 1994 года. По некоторой информации, хоронила его сестра, предположительно, на кладбище в Низами.